# Chignolo (torrente)
Il Chignolo è un torrente della Lombardia.
Il torrente nasce dal Corno Zuccone ad un'altezza di circa 1.600 m s.l.m., per poi scorrere verso sud attraversando il comune di Vedeseta. Nel suo tragitto forma numerose piccole cascate che durante l'inverno, gelandosi, offrono alla vista vere e proprie sculture di ghiaccio. Termina la sua corsa confluendo da sinistra nel torrente Enna, principale corso d'acqua della Val Taleggio.
Il torrente dà il suo nome alla piccola e stretta valle che percorre, appunto chiamata Valle del Chignolo.